# فرنر فون هايدنستام

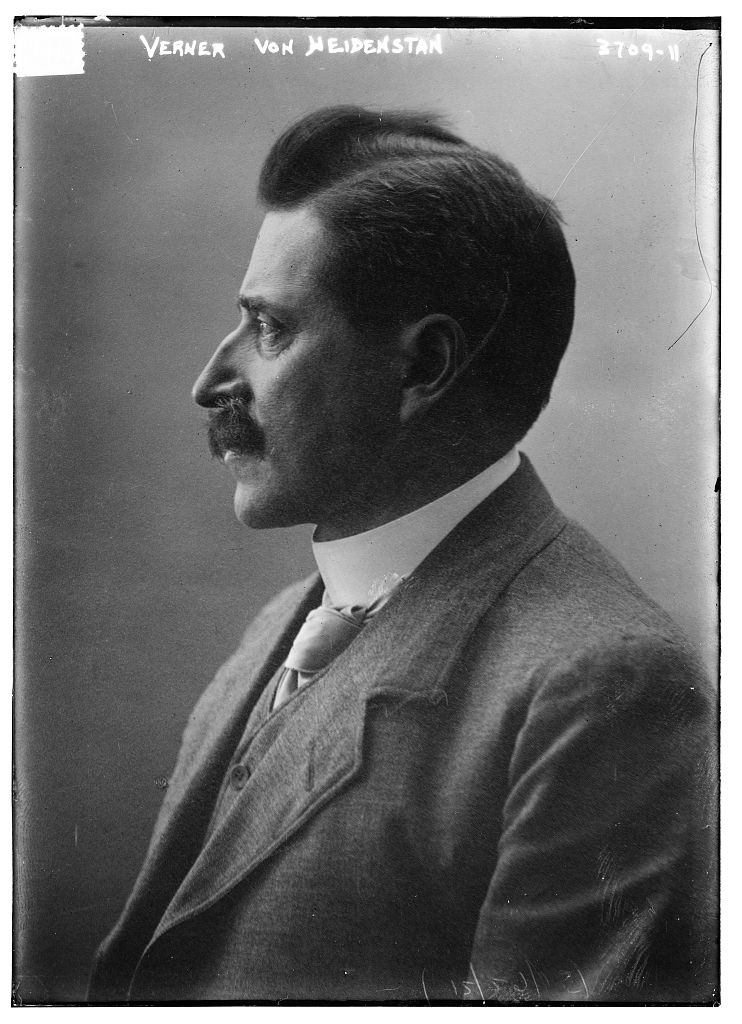
فيرنر فون هايدنستام عام 1915

فرنر فون هايدنستام (بالسويدية: Verner von Heidenstam)‏ هو شاعر سويدي ولد في 6 يوليو 1859 وتوفي في 20 مايو 1940. التحق بالأكاديمية السويدية سنة 1912 وحصل على جائزة نوبل في الأدب سنة 1916.

## روابط خارجية
- فرنر فون هايدنستام على موقع الموسوعة البريطانية (الإنجليزية)
- فرنر فون هايدنستام على موقع ميوزك برينز (الإنجليزية)
- فرنر فون هايدنستام على موقع إن إن دي بي (الإنجليزية)
- فرنر فون هايدنستام على موقع ديسكوغز (الإنجليزية)